# Trigonopterus cricki
Trigonopterus cricki – gatunek chrząszcza z rodziny ryjkowcowatych i podrodziny krytoryjków.

## Taksonomia
Gatunek ten opisany został po raz pierwszy w 2019 roku przez Alexandra Riedela na łamach „ZooKeys”. Współautorem publikacji jest Raden Pramesa Narakusumo. Jako miejsce typowe wskazano górę Ponding w Bittuangu w kabupatenie Tana Toraja w indonezyjskiej prowincji Celebes Południowy. Epitet gatunkowy nadano na cześć Francisa Cricka.

## Morfologia
Chrząszcz o ciele długości 2,4 mm, wysklepionym, w zarysie prawie jajowatym ze słabym przewężeniem między przedpleczem a pokrywami, ubarwionym czarno z rdzawymi czułkami, goleniami i stopami. Ryjek samca zaopatrzony jest w listewkę środkową i parę listewek przyśrodkowych. Epistom samca ma w tyle ząbki. Powierzchnia przedplecza jest gęsto i drobno punktowana. Pokrywy mają rzędy z małymi punktami oraz barki z nieregularnym, grubym punktowaniem. Wszystkie odnóża mają uda pozbawione ząbków, zaopatrzone w lekko karbowane listewki przednio-brzuszne. Tylna para odnóży ma na udach przedwierzchołkową łatkę strydulacyjną. Genitalia samca mają prącie o bokach prawie równoległych oraz szczycie zaokrąglonym z prawie kanciastą wypustką i pozbawionym szczecinek. Aparat przenoszący jest biczykowaty, a przewód wytryskowy jest wyposażony w niewyraźny bulbus.

## Ekologia i występowanie
Ryjkowiec ten zasiedla górskie lasy. Spotykany jest na rzędnych 1625 m n.p.m. Bytuje na listowiu roślinności.
Owad orientalny, endemiczny dla Celebesu, znany tylko z lokalizacji typowej w prowincji Celebes Południowy.